# Bedri Yağan
Bedri Yağan (* 1959 in Erzurum; † 6. März 1993 in Istanbul) war einer der Gründer und Führer der militant-revolutionären türkischen Organisation Devrimci Sol.
Am 25. Oktober 1989 entkamen Yağan und Dursun Karataş gemeinsam aus der Haftanstalt Bayrampaşa in Istanbul. Er wurde später in Abwesenheit zum Tode verurteilt. Die Strafe wurde alsbald in lebenslange Haft umgewandelt. Yağan ging unterdessen in den Libanon, um die Guerilla-Ausbildung von Parteigenossen zu organisieren.
Im Jahre 1992 brachen innerhalb der Organisation offene Machtkämpfe zwischen Bedri Yağan und Dursun Karataş aus, die 1993 zur endgültigen Spaltung und zu blutigen Auseinandersetzungen führten. Bedri Yağan versuchte am 13. September 1992, die Macht innerhalb der Organisation zu übernehmen und setzte seinen Rivalen Karataş in dessen Wohnung gefangen. Die Machtübernahme scheiterte. Innerhalb der Devrimci Sol wurden Bedri Yağan und seine Anhänger von da an als darbeciler („Putschisten“) bezeichnet. Anfang März 1993 kam Yağan bei einem Schusswechsel mit türkischen Sicherheitskräften in Kartal/Istanbul ums Leben. Dabei kamen auch Menekşe Meral, Gürcan Özgür und die Eheleute Asiye und Rıfat Kasap, in deren Haus das Feuergefecht stattfand, ums Leben. Die kleinen Kinder des Ehepaars überlebten unverletzt. Pressestimmen und das Präsidium der damaligen Sosyaldemokrat Halkçı Parti (SHP) sprachen von einer Hinrichtung. Dursun Karataş geriet in den Verdacht, seinen Rivalen an die Polizei verraten zu haben.
Auch nach seinem Tod kam es zu blutigen Auseinandersetzungen zwischen dem Yağan- und dem Karataş-Flügel innerhalb der Organisation.